# Tramway de Vitebsk

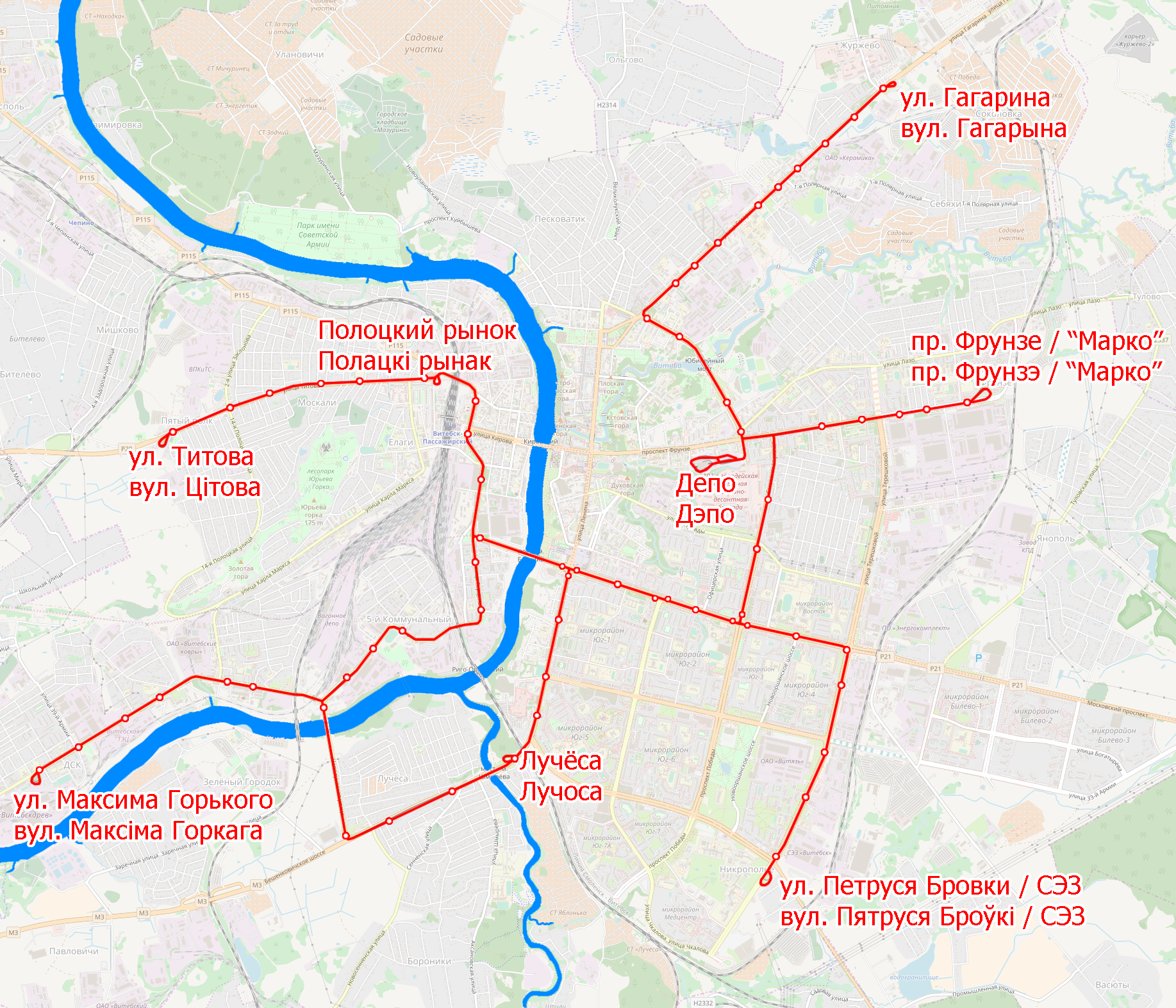

Le tramway de Vitebsk est un réseau de tramway à traction électrique desservant la ville de Vitebsk, en Biélorussie. Il a été mis en service en 1898, et comporte actuellement neuf lignes.

## Réseau actuel

### Aperçu général
Le réseau comporte neuf lignes :
- 1 : Gorkogo −  Gagarina
- 2 : Gorkogo − Nikropolie
- 3 : Gagarina − Nikropolie
- 4 : S0OO «Marko» − Titowa (temporairement fermé)
- 5 : S0OO «Marko» − Gagarina
- 6 : Gorkogo − Titowa (temporairement fermé)
- 7 : Gorkogo − S0OO «Marko»
- 8 : Nikropolie − Titowa (temporairement fermé)
- 9 : Gorkogo − Titowa (temporairement fermé)